# Fix Price
 (транскр.  Фикс прајс) руски је ланац дисконтних супермаркета. Послује у Русији, Белорусији, Казахстану, Узбекистану, Летонији, Грузији, Киргистану, Монголији и Јерменији. У марту 2025. потврђен је његов долазак на тржиште Србије.